# Хамуді
Хамуді — останній давньоєгипетський фараон з XV династії.

## Життєпис
Правив лише північною частиною країни. Його столицею було місто Аваріс. Його смерть позначила кінець Другого перехідного періоду.